# Ledsaget udgang
Ledsaget udgang er en dansk film fra 2007, skrevet, instrueret og med hovedrollen spillet af Erik Clausen. Filmen handler om John og hans ledsagede udgang fra et fængsel for at komme til sin søns bryllup. Musikken til filmen er skrevet af Kim Larsen.

## Handling
Livet som straffefange er ikke altid let når ens søn skal giftes, så straffefangen John spillet af Erik Clausen må ud på ledsaget udgang. Sammen med fængselsbetjent Bo spillet af Jesper Asholt, drager John igennem en stor del af København for at komme med til sin søns bryllup. Som i en rigtig Clausen-film ligger der altid et budskab gemt i filmen. I filmens baggrund kan der høres musik af Kim Larsen, med sangen En af de få der er mange af.

## Produktion

### Optagelserne
Produktionsmæssigt var såvel filmens lokaliteter henlagt på Vesterbro i København, som filmen under dens produktion havde til huse i Den Gamle Kødby på Halmtorvet på Vesterbro i København, hvor Clausen Film til formålet have lejet sig ind. Kontorerne i Kødbyen blev også anvendt som egentlige studier herunder til opbygningen af en komplet etage af en beboelsesopgang, samt filmens bordel. Også det i filmen fungerende fængsel er opbygget i den mod Halmtorvet beliggende del af Den Gamle Kødby.
Filmen blev produceret af Peter Ingemann, der kendes fra gruppen Skousen & Ingemann.

## Trivia
- Erik Clausens mor Lily Nielsen spiller i filmen mor til John.